# آلي ماكسويل
آلي ماكسويل (بالإنجليزية: Ally Maxwell)‏ (16 فبراير 1965 في المملكة المتحدة - ) هو مدرب كرة قدم ولاعب كرة قدم بريطاني في مركز حراسة المرمى. شارك مع منتخب اسكتلندا الثانوي لكرة القدم ‏. أما مع النوادي، فقد لعب مع بولتون واندررز ودندي يونايتد ونادي رينجرز ونادي ماذرويل ونادي غرينوك مورتون ونادي كلايدبانك ‏.

## وصلات خارجية
- آلي ماكسويل على موقع Soccerbase.com (لاعب) (الإنجليزية)
- آلي ماكسويل على موقع Soccerbase.com (مدرب) (الإنجليزية)